# عمری هاتکینسون
عمری هاتکینسون (انگلیسی: Omari Hutchinson؛ زادهٔ ۲۹ اکتبر ۲۰۰۳) بازیکن فوتبال زاده انگلستان است که برای باشگاه فوتبال ایپسویچ تاون در لیگ برتر انگلستان و تیم ملی فوتبال جامائیکا بازی می‌کند.
وی همچنین در تیم‌های ملی فوتبال زیر ۱۷ سال انگلستان و زیر ۱۹ سال انگلستان بازی کرده است.

## دوران باشگاهی
در نوامبر ۲۰۲۰، هاتکینسون اولین قرارداد حرفه‌ای خود را با آرسنال امضا کرد. او در ۹ ژانویه ۲۰۲۰ با شکست ۱–۰ تیم بزرگسالان آرسنال مقابل ناتینگهام فارست در جام حذفی فوتبال انگلیس، برای اولین بار روی نیمکت نشست.
وی بعد از حضورش در ارسنال به تیم چلسی پیوست.